# Dragon Ball: Ossu! Kaette kita Son Goku to nakama-tachi!!
Dragon Ball: Ossu! Kaette kita Son Goku to nakama-tachi!! (ドラゴンボール オッス!帰ってきた孫悟空と仲間たち!!?, Doragon Bōru Ossu! Kaette Kita Son Gokū to Nakama-tachi!!, lett. "Dragon Ball: Ehilà! Il ritorno di Son Goku e compagni!!") è un ONA del 2008 diretto da Yoshihiro Ueda e tratto dalla serie televisiva Dragon Ball Z. Fu proiettato in anteprima al Jump Super Anime Tour il 21 settembre 2008 e trasmesso in streaming il 24 novembre. Segnò il ritorno di Dragon Ball sugli schermi dopo undici anni (dalla trasmissione dell'ultimo episodio di Dragon Ball GT nel 1997). Dall'ONA è stato poi tratto un manga omonimo.

## Trama
Due anni dopo la sconfitta di Majin Bu, Mr. Satan termina infine la costruzione del suo nuovissimo hotel. Sentendosi in colpa del fatto che l'hotel è in onore di quello che la maggior parte della Terra crede essere colui che ha sconfitto Majin Bu, invita tutti i personaggi e le loro famiglie ad un banchetto. Goku e Vegeta decidono di lottare, poiché entrambi sono in tenuta da combattimento. Poco dopo la cena, due astronavi Saiyan atterrano appena fuori città, e un misterioso Sayan e la moglie si confrontano con gli eroi all'hotel. Essi si rivelano essere il fratello minore di Vegeta, Tarble, che in passato era stato ritenuto troppo debole per combattere e inviato in una stella lontana prima della distruzione del pianeta Vegeta, e sua moglie Gure, una piccola aliena. Tarble chiede a suo fratello di aiutarlo ad affrontare Abo e Kado, gli ultimi soldati rimasti dell'esercito di Freezer, che stanno causando il caos sul suo pianeta. Goku e Vegeta discutono su chi combatterà i fratelli. Anche i loro figli e amici si offrono di partecipare, ma sembra ingiusto che così tanti combattano contro due nemici, così a Goku viene un'idea per risolvere il problema.
Mentre Abo e Kado atterrano, gli eroi prendono dei ravanelli dal giardino di Goku e Chichi per decidere chi combatterà il duo. Tutti raccolgono dei ravanelli corti, finché Goten raccoglie quello apparentemente più lungo. Geloso, Vegeta dice a Trunks di sceglierne uno che sia più lungo. Pressato dal padre, Trunks individua quello che sembra essere un ravanello corto, ma che risulta essere il più lungo. Questo significa che Trunks vince e viene scelto per combattere. Tuttavia, Abo e Kado sono due avversari e Goku chiede a Vegeta di lasciare che Goten combatta insieme a Trunks, ma Vegeta dice che Trunks è sufficiente. Tuttavia, Goku lascia che Goten si unisca a Trunks, facendo arrabbiare Vegeta. I bambini tengono testa facilmente ai due soldati senza trasformarsi in Super Sayan. Tuttavia, quando Abo e Kado creano dei doppioni di loro stessi, i ragazzi si trovano in difficoltà. Irritato, Vegeta grida a Trunks di concentrarsi sulla loro aura, accorgendosi che il figlio ha dimenticato le basi. Con un piccolo aiuto da parte di Gohan, Goten e Trunks sono in grado di combattere e sembrano avere il sopravvento. Tutti ad eccezione di Goku, Vegeta e Junior tornano in albergo. Quando la battaglia sembra finita, Abo e Kado si fondono nel grande e potente Aka.
Aka sconfigge facilmente Goten e Trunks, sbattendoli e lanciandoli tutt'intorno come bambole di pezza, e tutti ritornano ad assistere allo scontro. Goten e Trunks cercano di fondersi, ma mentre al primo tentativo falliscono, al secondo hanno successo, e diventano Gotenks, che si porta in vantaggio su Aka. Tuttavia, mentre tutti sono in festa, Aka li attacca di nuovo dopo che Gotenks lo schernisce, ma Piccolo blocca l'attacco. Infuriato, Aka distrugge la maggior parte dell'hotel, mentre Gotenks protegge Tarble e Gure. Vedendo crescere la minaccia di Aka, Goku e Vegeta si uniscono alla lotta, ma Goku distrae Vegeta e sconfigge da solo Aka con un'onda energetica. Alla fine della battaglia, Mr. Satan piange la perdita del suo hotel. Sua figlia Videl gli dice che questo gli serve da lezione, e lui promette di cambiare. Ognuno torna a ciò che resta della struttura, dove il loro banchetto è ancora in attesa. Abo e Kado rinunciano alla lotta e si uniscono alla festa.

### Nuovi personaggi
- Tarble (ターブル?, Tāburu): fratello minore di Vegeta. Poco dopo la sua nascita, Re Vegeta lo mandò su un pianeta lontano poiché inabile al combattimento, salvandolo così dallo sterminio dei saiyan effettuato da Freezer. Lì Tarble sposò Gure (グレ?), una piccola aliena rosa e bianca della razza dei Tech Tech simile a un robot. Quando Abo e Kado arrivano a seminare il caos sul pianeta, Tarble e Gure partono per la Terra per chiedere aiuto a Vegeta. Nel film Dragon Ball Z: La battaglia degli dei viene rivelato che, dopo gli eventi del corto, Tarble e Gure sono tornati al loro pianeta. Tarble inoltre viene menzionato (senza essere chiamato per nome) in Dragon Ball Super: Broly, in un dialogo tra due giovani Vegeta e Radish, poco dopo la distruzione del pianeta Vegeta.
- Abo (アボ?, Abo) e Kado (カド?, Kado): due alieni un tempo paragonabili in forza ai componenti della Squadra Ginew. In seguito, dopo essere diventati forti quanto il loro ex padrone, arrivano al pianeta di Tarble e Gure e vi seminano il caos. Quando il Saiyan e la moglie partono per la Terra, Abo e Kado li inseguono. Di altezza umana ma piuttosto grassi, i due si distinguono da alcune caratteristiche: Abo è blu e ha un solo corno, mentre Kado è rosso e ha due corna. Hanno l'abilità di fondersi in un grosso e potente alieno viola, Aka (アカ?) (che Goten e Trunks chiamano scherzosamente "Abokado", un riferimento all'avocado). Compaiono anche nel film Dragon Ball Z: La resurrezione di 'F' e nell'anime Dragon Ball Super, dove vengono uccisi da Freezer quando questi stermina tutto il suo esercito.

## Produzione
Il corto venne annunciato nel numero di Weekly Shōnen Jump del 21 aprile 2008, affermando che sarebbe stato proiettato in anteprima insieme a One Piece: Romance Dawn Story nel Jump Super Anime Tour, che avrebbe visitato dieci città giapponesi per celebrare il 40º anniversario di Shōnen Jump. Nel numero del 9 giugno venne annunciato che la storia sarebbe stata basata su un soggetto originale del creatore di Dragon Ball Akira Toriyama, rivisitando lo stile comico visto all'inizio della serie. Il numero di agosto di V Jump rivelò un breve accenno di trama e che sarebbero apparsi almeno tre nuovi personaggi.

## Distribuzione
Il 24 novembre 2008, nel mese successivo all'interruzione del Jump Super Anime Tour, il cortometraggio venne messo in streaming sul sito Jumpland, venendo in seguito rimosso il 31 gennaio 2009. Poco prima era stato annunciato che il corto sarebbe stato inserito, insieme a One Piece: Romance Dawn Story e Tegami Bachi: Hikari to Ao no Gensō Yawa, in un DVD che sarebbe stato reso disponibile esclusivamente in Giappone. Il cortometraggio è stato incluso come contenuto speciale nell'edizione home video giapponese del film Dragon Ball Z - La battaglia degli dei uscita il 23 settembre 2013.

## Manga
Nel numero di V Jump del febbraio 2009 venne annunciato che era in lavorazione un adattamento manga illustrato da Naho Ōishi. Esso venne pubblicato nei numeri del 21 marzo e 21 aprile della rivista. Il manga è scritto da Takao Koyama (lo sceneggiatore del corto) e supervisionato dallo stesso Akira Toriyama.

### Differenze tra corto e manga
- Nel corto, Goku teletrasporta tutti nel suo orto di rape e chiede a ciascun guerriero di sceglierne una: chi strapperà la rapa più grande sarà lo sfidante. Nel manga vengono scelti direttamente Goten e Trunks, senza ricorrere alla sfida di Goku e quindi i guerrieri non vengono teletrasportati a casa di quest'ultimo.
- Nel manga Gure e Tarble raggiungono la Terra con una navicella unica. Nel corto, invece, con due separate.
- Nel corto, Goku indossa una divisa con il simbolo della Scuola Tartaruga. Nel manga non c'è traccia del segno.
- Nel manga non appaiono i giornalisti intenzionati ad intervistare Mr. Satan.
- Nel corto, Vegeta spiega che Tarble era stato spedito da loro padre su un pianeta remoto perché non era abile come loro altri nel combattere. Nel manga, invece, Vegeta spiega che lo credeva morto.
- Nel corto, Gotenks utilizza alcune tecniche di Yamcha e di Tenshinhan. Nel manga non le utilizza.
- Nel corto Tarble ha i capelli uguali a Gohan. Nel manga ha la stessa capigliatura di suo fratello.